# Omer Dror
Isaac Omer Dror, né le 1er août 1993 aux États-Unis, est un acteur et mannequin israélien.

## Biographie
Omer Isaac Dror naît aux États-Unis et émigre avec sa famille en Israël alors qu'il est âgé d'un an. Ses deux parents sont israéliens de naissance : Son père, Erez Dror, est d'origine libanaise et sa mère est née Reli Abadi. Le jeune Dror grandit dans la petite colonie laïque de Nili en Samarie, près de Modi'in. Il étudie au lycée de Modi'in-Macdabim-Reout où il suit des cours de théâtre et à l'âge de dix-sept ans, il a officiellement commencé sa carrière d'acteur. 
Lors de son service militaire de trois ans, il est affecté au théâtre de Tsahal dans le corps d'éducation et de jeunesse de l'armée. 
En 2012, Dror interprète le rôle de Micha dans la série télévisée populaire pour adolescents Alifim, puis, à partir de 2013, le rôle d'Erez dans la série Galis sur la chaîne de télévision par satellite Hot, tout en présentant une émission de télé-réalité sur la chaîne pour enfants Arutz HaYeladim. Il joue également le rôle de Tom dans la série The Nerd Club sur Zoom Channel. Il a été annoncé pour interpréter Mike Brant dans le film biographique que prévoit de lui consacrer Eytan Fox en 2015 à travers une coproduction franco-israélienne.
En 2016, Omer Dror joue dans un long métrage intitulé Almost Famous et commence une carrière de comédien au Théâtre national israélien Habima, dans une trilogie écrite par Harvey Fierstein. Après cette année, Omer endosse de nouveaux rôles dans des séries télévisées.
Il anime deux saisons du jeu télévisé Escape Room qui a remporté un prix aux Oscars israéliens de 2017. 
En 2019, il joue le rôle principal d'un agent du Mossad dans la comédie Hamossad Hasagor réalisée par Alon Gur Arie et David Zucker et participe à la série The Attaché.
Omer Dror est également connu du public israélien en tant que mannequin représentant des enseignes de mode, comme TNT ou Castro (en) aux côtés de Gal Gadot.
De sa vie personnelle, on lui connaît une relation avec la mannequin et présentatrice Shlomit Malka et à partir de 2017, avec la mannequin Michal Peres .